# Aphis helianthemi
Aphis helianthemi är en insektsart som beskrevs av Ferrari 1872. Aphis helianthemi ingår i släktet Aphis och familjen långrörsbladlöss. Arten är reproducerande i Sverige.

## Underarter
Arten delas in i följande underarter:
- A. h. helianthemi
- A. h. obscura